# Marija Proncziszczewa
Marija Proncziszczewa (ros. Мария Прончищева, zm. 23 września 1736) – rosyjska podróżniczka, pierwsza kobieta biorąca udział w wyprawie polarnej na Syberię, żona Wasilija.
Wraz z mężem zmarła na szkorbut w drodze powrotnej z ekspedycji na półwyspu Tajmyr. Jej imieniem nazwano zatokę na Morzu Łaptiewów.